# Джон Тестер
Джон Тестер (англ. Jon Tester; нар. 21 серпня 1956, Гавр, Монтана) — американський політик-демократ, сенатор США від штату Монтана з січня 2007 року.
Тестер виріс на фермі. Він має ступінь бакалавра наук, який отримав в Університеті Грейт-Фоллс у 1978. Він працював учителем музики, перш ніж стати фермером.
З 1999 по 2006 Тестер був членом Сенату Монтани, з 2005 по 2006 — його президентом. 7 листопада 2006 переміг чинного сенатора Конрада Бернса на проміжних виборах до Сенату США.
Одружений, має двох дітей. У 9 років він втратив три середні пальці на лівій руці.

## Позиція щодо Північного потоку-2
У січні 2022 проголосував проти проєкту санкцій для газогону «Північний потік-2» як засобу запобігання російському вторгненню в Україну.